# Schefflera mjoebergii
Schefflera mjoebergii là một loài thực vật có hoa trong Họ Cuồng cuồng. Loài này được Merr. miêu tả khoa học đầu tiên năm 1928.